# Функции Бесселя
Фу́нкции Бе́сселя в математике — семейство функций, являющихся каноническими решениями дифференциального уравнения Бесселя:
{\displaystyle x^{2}{\frac {d^{2}y}{dx^{2}}}+x{\frac {dy}{dx}}+(x^{2}-\alpha ^{2})y=0,}
где {\displaystyle \alpha } — произвольное вещественное число (в общем случае комплексное), называемое порядком.
Наиболее часто используемые функции Бесселя — функции целых порядков.
Хотя {\displaystyle \alpha } и {\displaystyle (-\alpha )} порождают одинаковые уравнения, обычно договариваются о том, чтобы им соответствовали разные функции (это делается, например, для того, чтобы функция Бесселя была гладкой по {\displaystyle \alpha }).
Функции Бесселя впервые были определены швейцарским математиком Даниилом Бернулли, а названы в честь Фридриха Бесселя.

## Применения
Уравнение Бесселя возникает во время нахождения решений уравнения Лапласа и уравнения Гельмгольца в цилиндрических и сферических координатах. Поэтому функции Бесселя применяются при решении многих задач о распространении волн, статических потенциалах и т. п., например:
- электромагнитные волны в цилиндрическом волноводе;
- теплопроводность в цилиндрических объектах;
- формы колебания тонкой круглой мембраны;
- распределение интенсивности света, дифрагированного на круглом отверстии;
- скорость частиц в цилиндре, заполненном жидкостью и вращающемся вокруг своей оси;
- волновые функции в сферически симметричном потенциальном ящике.

Функции Бесселя применяются и в решении других задач, например, при обработке сигналов.
Функция Бесселя является обобщением функции синуса. Ее можно трактовать как колебание струны с переменной толщиной, переменным натяжением (или одновременно обоими условиями); колебаниями в среде с переменными свойствами; колебаниями дисковой мембраны и т. д.

## Определения
Поскольку приведённое уравнение является линейным дифференциальным уравнением второго порядка, у него должно быть два линейно независимых решения. Однако в зависимости от обстоятельств выбираются разные определения этих решений. Ниже приведены некоторые из них.

### Функции Бесселя первого рода
Функциями Бесселя первого рода, обозначаемыми {\displaystyle J_{\alpha }(x)}, являются решения, конечные в точке {\displaystyle x=0} при целых или неотрицательных {\displaystyle \alpha }. Выбор конкретной функции и её нормализации определяются её свойствами. Можно определить эти функции с помощью разложения в ряд Тейлора около нуля (или в более общий степенной ряд при нецелых {\displaystyle \alpha }):
{\displaystyle J_{\alpha }(x)=\sum _{m=0}^{\infty }{\frac {(-1)^{m}}{m!\,\Gamma (m+\alpha +1)}}{\left({\frac {x}{2}}\right)}^{2m+\alpha }.}
Здесь {\displaystyle \Gamma (z)} — это гамма-функция Эйлера, обобщение факториала на нецелые значения. График функции Бесселя похож на синусоиду, колебания которой затухают пропорционально {\displaystyle {\frac {1}{\sqrt {x}}}}, хотя на самом деле нули функции расположены не периодично (однако расстояние между двумя последовательными нулями стремится к {\displaystyle \pi } при {\displaystyle x\to \infty }).
Ниже приведены графики {\displaystyle J_{\alpha }(x)} для {\displaystyle \alpha =0,1,2}:
Если {\displaystyle \alpha } не является целым числом, функции {\displaystyle J_{\alpha }(x)} и {\displaystyle J_{-\alpha }(x)} линейно независимы и, следовательно, являются решениями уравнения. Но если {\displaystyle \alpha } целое, то верно следующее соотношение:
{\displaystyle J_{-\alpha }(x)=(-1)^{\alpha }J_{\alpha }(x).}
Оно означает, что в этом случае функции линейно зависимы. Тогда вторым решением уравнения станет функция Бесселя второго рода (см. ниже).

#### Интегралы Бесселя
Можно дать другое определение функции Бесселя для целых значений {\displaystyle \alpha }, используя интегральное представление:
{\displaystyle J_{\alpha }(x)={\frac {1}{\pi }}\int \limits _{0}^{\pi }\!\cos(\alpha \tau -x\sin \tau )\,d\tau .}
Этот подход использовал Бессель, изучив с его помощью некоторые свойства функций. Возможно и другое интегральное представление:
{\displaystyle J_{\alpha }(x)={\frac {1}{2\pi }}\int \limits _{-\pi }^{\pi }\!e^{i(\alpha \tau -x\sin \tau )}\,d\tau .}
Для нахождения интегрального представления функции Бесселя в случае нецелых {\displaystyle \alpha } необходимо учесть, что имеется разрез вдоль оси абсцисс. Это вызвано тем, что подынтегральное выражение более не является {\displaystyle 2\pi }-периодическим. Таким образом, контур интегрирования разбивается на 3 участка: луч от {\displaystyle -\infty } до {\displaystyle 1}, где {\textstyle \varphi =-\pi }, окружность единичного радиуса и луч от {\displaystyle 1} до {\displaystyle +\infty } при {\textstyle \varphi =\pi }. Проделав несложные математические преобразования, можно получить следующее интегральное представление:
{\displaystyle J_{\alpha }(x)={\frac {1}{2\pi }}\int \limits _{-\pi }^{\pi }\!e^{i(x\sin(\varphi )-\alpha \varphi )}d\varphi -{\frac {\sin(\alpha \pi )}{\pi }}\int \limits _{1}^{\infty }{\frac {e^{-{\frac {1}{2}}x(r-{\frac {1}{r}})}}{{}r^{\alpha +1}}}dr.}
Нетрудно убедиться, что при целых {\displaystyle \alpha } это выражение переходит в предыдущую формулу.

### Функции Неймана
Функции Неймана — решения {\displaystyle Y_{\alpha }(x)} уравнения Бесселя, бесконечные в точке {\displaystyle x=0}.
Эта функция связана с {\displaystyle J_{\alpha }(x)} следующим соотношением:
{\displaystyle Y_{\alpha }(x)={\frac {J_{\alpha }(x)\cos(\alpha \pi )-J_{-\alpha }(x)}{\sin(\alpha \pi )}},}
где в случае целого {\displaystyle \alpha } берётся предел по {\displaystyle \alpha }, вычисляемый, например, с помощью правила Лопиталя.
Функции Неймана также называются функциями Бесселя второго рода. Линейная комбинация функций Бесселя первого и второго родов являет собой полное решение уравнения Бесселя:
{\displaystyle y(x)=C_{1}J_{\alpha }(x)+C_{2}Y_{\alpha }(x).}
Ниже приведён график {\displaystyle Y_{\alpha }(x)} для {\displaystyle \alpha =0,1,2}:
В ряде книг функции Неймана обозначаются {\displaystyle N_{\alpha }(x)}.

### Сферические функции Бесселя
При решении уравнения Гельмгольца в сферических координатах методом разделения переменных уравнение на радиальную часть имеет вид
{\displaystyle x^{2}{\frac {d^{2}y}{dx^{2}}}+2x{\frac {dy}{dx}}+\left(x^{2}-n(n+1)\right)y=0.}
Два линейно-независимых решения называются сферическими функциями Бесселя  jn и yn, и связаны с обычными функциями Бесселя Jn и Неймана Yn с помощью
{\displaystyle {\begin{aligned}j_{n}(x)&={\sqrt {\frac {\pi }{2x}}}J_{n+{\frac {1}{2}}}(x),\\y_{n}(x)&={\sqrt {\frac {\pi }{2x}}}Y_{n+{\frac {1}{2}}}(x)=(-1)^{n+1}{\sqrt {\frac {\pi }{2x}}}J_{-n-{\frac {1}{2}}}(x).\end{aligned}}}
yn также обозначается nn или ηn; некоторые авторы называют эти функции сферическими функциями Неймана.
Сферические функции Бесселя также могут быть записаны как (формула Релея)
{\displaystyle {\begin{aligned}j_{n}(x)&=(-x)^{n}\left({\frac {1}{x}}{\frac {d}{dx}}\right)^{n}{\frac {\sin x}{x}},\\y_{n}(x)&=-(-x)^{n}\left({\frac {1}{x}}{\frac {d}{dx}}\right)^{n}{\frac {\cos x}{x}}.\end{aligned}}}
Несколько первых сферических функций Бесселя:
{\displaystyle {\begin{aligned}j_{0}(x)&={\frac {\sin x}{x}},\\j_{1}(x)&={\frac {\sin x}{x^{2}}}-{\frac {\cos x}{x}},\\j_{2}(x)&=\left({\frac {3}{x^{2}}}-1\right){\frac {\sin x}{x}}-{\frac {3\cos x}{x^{2}}},\\j_{3}(x)&=\left({\frac {15}{x^{3}}}-{\frac {6}{x}}\right){\frac {\sin x}{x}}-\left({\frac {15}{x^{2}}}-1\right){\frac {\cos x}{x}}\end{aligned}}}
и Неймана:
{\displaystyle {\begin{aligned}y_{0}(x)&=-j_{-1}(x)=-{\frac {\cos x}{x}},\\y_{1}(x)&=j_{-2}(x)=-{\frac {\cos x}{x^{2}}}-{\frac {\sin x}{x}},\\y_{2}(x)&=-j_{-3}(x)=\left(-{\frac {3}{x^{2}}}+1\right){\frac {\cos x}{x}}-{\frac {3\sin x}{x^{2}}},\\y_{3}(x)&=j_{-4}(x)=\left(-{\frac {15}{x^{3}}}+{\frac {6}{x}}\right){\frac {\cos x}{x}}-\left({\frac {15}{x^{2}}}-1\right){\frac {\sin x}{x}}.\end{aligned}}}

#### Производящие функции
Производящие функции сферических функций Бесселя:
{\displaystyle {\begin{aligned}{\frac {1}{z}}\cos \left({\sqrt {z^{2}-2zt}}\right)&=\sum _{n=0}^{\infty }{\frac {t^{n}}{n!}}j_{n-1}(z),\\{\frac {1}{z}}\sin \left({\sqrt {z^{2}-2zt}}\right)&=\sum _{n=0}^{\infty }{\frac {t^{n}}{n!}}y_{n-1}(z).\end{aligned}}}

#### Дифференциальные соотношения
В следующих формулах fn может быть заменено на jn, yn, h(1)
n, h(2)
n, где h(1)
n и h(2)
n — сферические функции Ханкеля, для n = 0, ±1, ±2, ...:
{\displaystyle {\begin{aligned}\left({\frac {1}{z}}{\frac {d}{dz}}\right)^{m}\left(z^{n+1}f_{n}(z)\right)&=z^{n-m+1}f_{n-m}(z),\\\left({\frac {1}{z}}{\frac {d}{dz}}\right)^{m}\left(z^{-n}f_{n}(z)\right)&=(-1)^{m}z^{-n-m}f_{n+m}(z).\end{aligned}}}

## Свойства

### Ортогональность
Пусть {\displaystyle \mu _{1},\mu _{2}} — нули функции Бесселя {\displaystyle J_{\alpha }(x)}. Тогда:
{\displaystyle \int _{0}^{1}{xJ_{\alpha }(\mu _{1}x)J_{\alpha }(\mu _{2}x)dx}=\left\{{\begin{matrix}0&{\mbox{;}}\quad \mu _{1}\neq \mu _{2}\\\\{\frac {1}{2}}(J'_{\alpha }(\mu _{1}))^{2}&{\mbox{;}}\quad \mu _{1}=\mu _{2}\end{matrix}}\right.}.

### Асимптотика
Для функций Бесселя первого и второго рода известны асимптотические формулы. При малых аргументах {\displaystyle (0<x\ll {\sqrt {\alpha +1}})} и неотрицательных {\displaystyle \alpha } они выглядят так:
{\displaystyle J_{\alpha }(x)\rightarrow {\frac {1}{\Gamma (\alpha +1)}}\left({\frac {x}{2}}\right)^{\alpha },}
{\displaystyle Y_{\alpha }(x)\rightarrow \left\{{\begin{matrix}{\frac {2}{\pi }}\left[\ln(x/2)+\gamma \right]&{\mbox{;}}\quad \alpha =0\\\\-{\frac {\Gamma (\alpha )}{\pi }}\left({\frac {2}{x}}\right)^{\alpha }&{\mbox{;}}\quad \alpha >0\end{matrix}}\right.},
где {\displaystyle \gamma } — постоянная Эйлера — Маскерони (0,5772…), а {\displaystyle \Gamma } — гамма-функция Эйлера. Для больших аргументов ({\displaystyle x\gg |\alpha ^{2}-1/4|}) формулы выглядят так:
{\displaystyle J_{\alpha }(x)\rightarrow {\sqrt {\frac {2}{\pi x}}}\cos \left(x-{\frac {\alpha \pi }{2}}-{\frac {\pi }{4}}\right),}
{\displaystyle Y_{\alpha }(x)\rightarrow {\sqrt {\frac {2}{\pi x}}}\sin \left(x-{\frac {\alpha \pi }{2}}-{\frac {\pi }{4}}\right).}
Использование следующего члена асимптотического разложения позволяет значительно уточнить результат. Для функции Бесселя нулевого порядка он выглядит следующим образом:
{\displaystyle J_{0}\rightarrow {\sqrt {\frac {2}{\pi x}}}\cos(x-{\frac {\pi }{4}})+{\frac {1}{4x{\sqrt {2\pi x}}}}\sin(x-{\frac {\pi }{4}}).}

### Гипергеометрический ряд
Функции Бесселя могут быть выражены через гипергеометрическую функцию:
{\displaystyle J_{\alpha }(z)={\frac {(z/2)^{\alpha }}{\Gamma (\alpha +1)}}{}_{0}F_{1}(\alpha +1;-z^{2}/4).}
Таким образом, при целых {\displaystyle \alpha } функция Бесселя однозначная аналитическая, а при нецелых — многозначная аналитическая.

### Производящая функция
Существует представление для функций Бесселя первого рода и целого порядка через коэффициенты ряда Лорана функции определённого вида, а именно
{\displaystyle e^{{\frac {z}{2}}\left(w-{\frac {1}{w}}\right)}=\sum _{n=-\infty }^{+\infty }J_{n}(z)w^{n}.}

## Соотношения

### Формула Якоби — Ангера и связанные с ней
Получается из выражения для производящей функции при {\displaystyle a=1}, {\displaystyle w=e^{i\phi }}:
{\displaystyle e^{iz\sin \phi }=J_{0}(z)+2\sum _{n=1}^{\infty }J_{2n}(z)\cos(2n\phi )+2i\sum _{n=1}^{\infty }J_{2n-1}(z)\sin(2n-1)\phi .}
При {\displaystyle a=1}, {\displaystyle t=ie^{i\phi }}:
{\displaystyle e^{iz\cos \phi }=J_{0}(z)+2\sum _{n=1}^{\infty }i^{n}J_{n}(z)\cos(n\phi ).}

### Рекуррентные соотношения
Для функций Бесселя существует ряд рекуррентных соотношений. Приведём здесь некоторые из них:
{\displaystyle J_{\alpha +1}={\frac {\alpha }{x}}J_{\alpha }-J'_{\alpha }(x);}
{\displaystyle J_{\alpha +1}(x)+J_{\alpha -1}(x)={\frac {2\alpha }{x}}J_{\alpha }(x);}
{\displaystyle J_{\alpha +1}(x)-J_{\alpha -1}(x)=-2J'_{\alpha }(x)}.

### Теорема сложения
Для любого целого n и комплексных {\displaystyle z_{1}}, {\displaystyle z_{2}} выполняется
{\displaystyle J_{n}(z_{1}+z_{2})=\sum _{k=-\infty }^{\infty }J_{k}(z_{1})J_{n-k}(z_{2}).}

### Интегральные выражения
Для любых {\displaystyle a} и {\displaystyle b} (в том числе комплексных) выполняется
{\displaystyle \int _{0}^{\infty }e^{-at}J_{n}(bt)\mathrm {d} t={\frac {b^{n}}{{\sqrt {a^{2}+b^{2}}}({\sqrt {a^{2}+b^{2}}}+a)^{n}}}.}
Частным случаем последней формулы является выражение
{\displaystyle \int _{0}^{\infty }e^{-at}J_{0}(bt)\mathrm {d} t={\frac {1}{\sqrt {a^{2}+b^{2}}}}.}